# マリアノーポリ
マリアノーポリ（イタリア語: Marianopoli）は、イタリア共和国シチリア州カルタニッセッタ県にある、人口約1,800人の基礎自治体（コムーネ）。

## 地理

### 位置・広がり

#### 隣接コムーネ
隣接するコムーネは以下の通り。括弧内のPAはパレルモ県所属を示す。
- カルタニッセッタ
- ムッソメーリ
- ペトラリーア・ソッターナ (PA)
- ヴィッラルバ